# HD 189198
HD 189198，又名CD-4513549，SAO 229981、HR 7630，是一颗恒星，视星等为5.81，位于銀經354.49，銀緯-30.68，其B1900.0坐标为赤經19h 53m 43.4s，赤緯-45° -30.68′ 9″。